# Elba Esther Gordillo
Elba Esther Gordillo Morales (Comitán, Chiapas, 6 de febrero de 1945) conocida también como La Maestra, es una política y sindicalista mexicana. De 1989 a 2013 ocupó la presidencia del Sindicato Nacional de Trabajadores de la Educación (SNTE). Fue en tres ocasiones diputada federal y senadora por el Partido Revolucionario Institucional (PRI), del que también fue Secretaria General de 2002 a 2005. Ese año, fue una de los líderes del Partido Nueva Alianza, partido que se disolvió en 2018.
De 2013 a 2018, Gordillo enfrentó procesos jurídicos por lavado de dinero y delincuencia organizada, y fue encarcelada en el Reclusorio Femenil de Tepepan. Se mantuvo en arresto domiciliario hasta agosto de 2018 cuando, según informes de su abogado Marco Antonio del Toro, fue liberada por un juez del Primer Tribunal Unitario.

## Carrera política
Desde su estado natal de Chiapas, Gordillo se trasladó a Nezahualcóyotl, Estado de México, donde en 1970 ingresó al Partido Revolucionario Institucional y al Sindicato Nacional de Trabajadores de la Educación (SNTE) con el apoyo de Carlos Jonguitud Barrios, líder del grupo «Vanguardia Revolucionaria del Magisterio». El 22 de septiembre de 1972, respaldado por el entonces Presidente de México Luis Echeverría Álvarez, Jonguitud Barrios, desplazó del liderazgo sindical a Jesús Robles Martínez y Manuel Sánchez Vite —entonces gobernador de Hidalgo y expresidente del PRI, respectivamente—. Bajo la nueva dirigencia, Gordillo ocupó la Secretaría de Trabajo y Conflictos del sindicato hasta 1973 y la secretaria General de Delegación en Nezahualcóyotl de 1973 a 1975. En 1977 se convierte en Secretaria General de la Sección 36 del SNTE, correspondiente al Estado de México, y el mismo año es elegida diputada federal a la LI Legislatura, de 1979 a 1982, en representación del distrito 26 del Estado de México con cabecera en Nezahualcóyotl.
De 1980 a 1983, Gordillo ocupó nuevamente cargos en el sindicato, como Secretaria de Trabajos y Conflictos en Educación Preescolar, y de 1983 a 1986, como Secretaria de Finanzas. En 1985 fue elegida por segunda vez como diputada federal, a la LIII Legislatura, que concluyó en 1988, en representación del distrito 2 del Distrito Federal. Entonces el distrito incluía en su territorio a la Unidad Habitacional Nonoalco-Tlatelolco, afectada gravemente por el Terremoto de México de 1985. En su calidad de diputada, Gordillo intervino para que los vecinos aceptaran las condiciones de indemnización propuestas por el gobierno, que fueron rechazadas. Durante la misma legislatura, ejerció la Presidencia de la Cámara de Diputados durante el mes de septiembre de 1987 y le correspondió responder al quinto informe de gobierno del entonces presidente de México Miguel de la Madrid.

## Presidencia del SNTE
Gordillo asumió la presidencia del Sindicato Nacional de Trabajadores de la Educación (SNTE) el 24 de abril de 1989, tras la renuncia de Carlos Jonguitud Barrios. Ocupó el cargo hasta el 26 de febrero de 2013. En 2008 inició la "Alianza por la Calidad de la Educación", donde propone al gobierno federal crear el Examen Nacional de Ingreso a la Secretaría de Educación Pública, con el fin de eliminar la venta de plazas magisteriales.
Durante este período, ocupó también el puesto de secretaria general de la Confederación Nacional de Organizaciones Populares (1996-2002) y secretaria general del Comité Ejecutivo Nacional del PRI (2002-2005). Junto con Roberto Madrazo, contendió por la dirigencia nacional del PRI para el periodo 2002-2006, donde Madrazo se instauró como presidente nacional y Gordillo secretaria general del partido. Ocupó cargos de senadora y diputada. Fue coordinadora de la bancada de diputados del PRI y delegada en el Distrito Federal. Fue diputada para el periodo Legislativo 2003-2006, aunque después de su toma de protesta le suplió en el cargo Lilia Aragón.
Hacia las elecciones federales de 2006 tuvo un rompimiento político con Madrazo que derivó en una serie de confrontaciones públicas. Gordillo fue destituida de la coordinación de la bancada del PRI en la Cámara de Diputados en 2003 y Madrazo buscó apartarla de la secretaría general en 2005. Tras el comienzo de la candidatura presidencial de Madrazo, le correspondería a Gordillo ocupar la presidencia del PRI, pero ante la negativa de Madrazo, la cúpula del PRI designó como presidente a Mariano Palacios Alcocer. Gordillo acusó a Madrazo de apoderarse del partido, así como de intentar asesinarla y negociar, junto con Carlos Salinas de Gortari y el gobierno de Vicente Fox, reformas hacendarias y energéticas orientadas a la privatización.
En 2005, el PRI acusó a Gordillo de hacer política en otro partido (Nueva Alianza) y, aunque se declaró príista, no negó sus relaciones. Se realizaron trámites legales para su expulsión del PRI. El 13 de julio de 2006, la Comisión de Justicia Partidaria expulsó a Gordillo del partido; un hecho rechazado por personajes del partido, entre ellos el entonces gobernador de Sonora Eduardo Bours. El 2 de julio de 2006 tuvo una conversación con el entonces gobernador de Tamaulipas, Eugenio Hernández Flores, para convencerlo de que moviera la maquinaria gubernamental para que decantara en favor del PAN en las elecciones federales de 2006.

## Arresto
El 26 de febrero de 2013, Gordillo fue detenida en el Aeropuerto Internacional Adolfo López Mateos en Toluca de Lerdo, Estado de México, por elementos de la Procuraduría General de la República por el delito de operación con recursos de procedencia ilícita; ingresando el mismo día en el Penal Femenil de Santa Martha Acatitla. El lunes 4 de marzo del 2013 el Juez Sexto en Materia Penal dictó a Gordillo y sus coacusados auto de formal prisión. Junto a Gordillo fueron acusadas otras cuatro personas, Isaías Gallardo, José Manuel Díaz, Nora Ugarte y Erick Rodríguez.

### Amparo
El 24 de septiembre de 2013, Francisco Javier Sarabia, Juez Federal del Juzgado Cuarto de Distrito en Materia de Amparo del Primer Circuito, concedió un amparo a Elba Esther Gordillo Morales y coacusados, por considerar que la Procuraduría General de la República (PGR) fundamentó mal el expediente y vulneró “el derecho del debido proceso”.
El 3 de octubre de 2013, la PGR interpuso un recurso ante el juzgado mencionado, con lo que busca revertir la acción del amparo. El Primer Tribunal Colegiado en Materia Penal del Primer Circuito exoneró del delito de defraudación fiscal por 4.3 millones de pesos, con lo que se redujeron los cargos en su contra.
En entrevista para El Financiero, el abogado defensor Marco del Toro Carazo declaró que el fallo se debió a diferentes inconsistencias en las pruebas presentadas por la PGR. El abogado informó que Gordillo continuaría en prisión debido a que existen dos juicios, y dos averiguaciones previas más por defraudación fiscal, las cuales están suspendidas, "lo que sigue es esperar esta semana la resolución de la Suprema Corte por lo que toca a la prisión domiciliaria, que si bien es importante para la maestra, buscamos comprobar su inocencia", concluyó.

### Nueva orden de aprehensión y nuevo auto de formal prisión
El 8 de octubre de 2013, la PGR consiguió una orden de aprehensión contra Gordillo por el delito de defraudación fiscal, el cual se sumó a dos anteriores: operaciones con recursos de procedencia ilícita y delincuencia organizada. Al día siguiente, la Policía Federal dio cumplimiento a la misma como una formalidad, debido a que Gordillo estaba recluida desde febrero del 2013 en el Centro Femenil de Readaptación Social de Santa Martha Acatitla.
El Juzgado 14 de Distrito en Materia Penal, con sede en la Ciudad de México, dictó en la noche del 11 de octubre del 2013 otro auto de formal prisión en contra de Elba Esther Gordillo, considerando que sí existían elementos para iniciar un juicio en su contra, por el delito de defraudación fiscal equiparable a $2 190 000 pesos del que la acusaba la PGR.

## Controversias y acusación de corrupción
Como presidente del SNTE, Gordillo fue acusada en numerosas ocasiones de tráfico de influencias en la Secretaría de Educación Pública. Gordillo también ha sido señalada por adquisiciones cuyo valor excede sus ingresos como política y presidente de sindicato. Entre marzo de 2009 y enero de 2012 gastó 2,1 millones de dólares en una tienda Neiman Marcus en San Diego, California, así como otros gastos en artículos de lujo Hermès y Chanel, al menos diecisiete obras de arte, un jet privado y cirugías plásticas. De acuerdo con El Universal, durante su presidencia del sindicato adquirió diez propiedades en Estados Unidos, que incluyen una casa en San Diego valorada en $ 1,7 millones de dólares y otra en Coronado, California valorada en $ 4,7 millones de dólares. En 2008 compró 59 vehículos Hummer para sus ayudantes del SNTE. En 2013 fue denominada por la revista Forbes como uno de los "10 mexicanos más corruptos".
De acuerdo con The Guardian, Gordillo creó el partido Nueva Alianza que se hizo "notorio por obtener privilegios y nombramientos clave a cambio de apoyo en elecciones". Colaboró con el expresidente Felipe Calderón en la obtención de su estrecha victoria durante las elecciones federales de 2006, como parte de un acuerdo que le permitió otorgar cargos a colaboradores en el gobierno de Calderón.
El 26 de febrero de 2013, Gordillo fue arrestada por cargos de corrupción por las autoridades mexicanas mientras bajaba de un jet privado en el Aeropuerto de Toluca. Fue detenida por la presunta malversación de $2 mil millones de pesos (̰̰156.81 millones de dólares o 119.24 millones de euros) del SNTE, de acuerdo con el procurador general Jesús Murillo Karam. Gordillo también fue acusada de depositar grandes sumas de dinero en cuentas bancarias en Suiza. Karam también señaló gastos cuestionables, como el mantenimiento y alquiler de un hangar y aviones, cirugías plásticas y lujos personales. Los fiscales argumentan que no habría sido capaz de hacer estas compras con su salario ($ 31 398 pesos o $ 2 459 euros al mes). También ha sido acusada de malversación de fondos y participación en el crimen organizado. Para su defensa, Gordillo contrató al abogado penal Marco Antonio del Toro Carazo, quien también defiendió al líder sindical Napoleón Gómez Urrutia.

## Liberación
El 8 de agosto de 2018 fue absuelta de los delitos de lavado de dinero y delincuencia organizada según informó su abogado, Marco Antonio del Toro. El juez Miguel Ángel Aguilar López, titular del primer tribunal unitario penal en la Ciudad de México, declaró como procedente un incidente de sobreseimiento o cancelación del proceso, al considerar que las pruebas acumuladas en el proceso no acreditaban la responsabilidad de Gordillo.